# Liste der denkmalgeschützten Objekte in Raab (Oberösterreich)
Die Liste der denkmalgeschützten Objekte in Raab enthält die 27 denkmalgeschützten, unbeweglichen Objekte der Gemeinde Raab im Bezirk Schärding (Oberösterreich).

## Denkmäler
| Foto |                 | Denkmal                                                                                                  | Standort                                | Beschreibung | Metadaten |
| ---- | --------------- | --- | --------------------------------------- | --- | --- |
| ja   | Datei hochladen | Kath. Pfarrkirche hl. Michael HERIS-ID: 38391 Objekt-ID: 37944                                           | Dr.-Pfluger-Straße 14 Standort KG: Raab | Der zweischiffige gotische Kirchenbau wurde mit der Entfernung der gotischen Mittelpfeiler und dem Anbau von Seitenschiffen zur barocken dreischiffigen dreijochigen Kirche mit einem Stichkappentonnengewölbe ausgebaut. Trotz gemeinsamer Firstlinie des Satteldaches ist der eingezogene dreijochige Chor mit einem Dreiachtelschluss und abgetreppten Strebepfeilern im Kircheninneren niedriger. Die Decken und Wände sind innen reich mit Stuck im Stil des Rokoko wohl von Johann Baptist Modler versehen. Der mächtige gotische Turm im nördlichen Chorwinkel trägt ein Zeltdach und beinhaltet im Erdgeschoß die Sakristei mit einem achtteiligen Sternrippengewölbe. | BDA-Hist.: Q26206028 Status: § 2a Stand der BDA-Liste: 2025-06-30 Name: Kath. Pfarrkirche hl. Michael GstNr.: .168 Pfarrkirche hl. Michael, Raab                          |
| ja   | Datei hochladen | Ehem. Drechslerhaus, Heimathaus HERIS-ID: 73591 Objekt-ID: 86897                                         | Hofgarten 9 Standort KG: Raab           | Der eingeschoßige Holzblockbau mit Holzschindelverkleidung und angebautem Stall wurde im 17. Jahrhundert erbaut; 1990/91 erfolgte der Ankauf durch die Gemeinde und der Umbau zum Heimathaus, das 1995 eröffnet wurde. Die Ausstattung und Einrichtung zeigt die bäuerliche und kleinbürgerliche Leben um 1900. | BDA-Hist.: Q38133066 Status: § 2a Stand der BDA-Liste: 2025-06-30 Name: Ehem. Drechslerhaus, Heimathaus GstNr.: .99                                                       |
| ja   | Datei hochladen | Erdkeller HERIS-ID: 46669 Objekt-ID: 48795                                                               | Keller 1, 2 Standort KG: Raab           | Insgesamt handelt es sich bei den Kellergröppen um 26 Erdkeller entlang eines Hohlwegs. Diese Kellergasse ist einmalig für Oberösterreich. Die Existenz der Kellergasse lässt sich bis 1620 zurückverfolgen. Schon damals waren in den Sandstein von Hand tiefe Schächte eingegraben worden, diese dienten in erster Linie als Lagerräume für Bier, Most und Obst. Der eigentliche Ursprung der Keller dürfte ein mittelalterlicher Erdstall gewesen sein. | BDA-Hist.: Q64692084 Status: Bescheid Stand der BDA-Liste: 2025-06-30 Name: Erdkeller GstNr.: 874/1 Kellergröppen Raab                                                    |
| ja   | Datei hochladen | Erdkeller HERIS-ID: 46670 Objekt-ID: 48796                                                               | Keller 3 Standort KG: Raab              | Lindingerbrauereikeller. Allgemeine Beschreibung aller Keller unter Keller 1. | BDA-Hist.: Q64692085 Status: Bescheid Stand der BDA-Liste: 2025-06-30 Name: Erdkeller GstNr.: 874/1, 126, 127 Kellergröppen Raab                                          |
| ja   | Datei hochladen | Erdkeller HERIS-ID: 46671 Objekt-ID: 48797                                                               | Keller 4, 5, 6, 7 Standort KG: Raab     | Allgemeine Beschreibung aller Keller unter Keller 1. | BDA-Hist.: Q64692087 Status: Bescheid Stand der BDA-Liste: 2025-06-30 Name: Erdkeller GstNr.: 126,127 Kellergröppen Raab                                                  |
| ja   | Datei hochladen | Erdkeller HERIS-ID: 46672 Objekt-ID: 48798                                                               | Keller 8 Standort KG: Raab              | Allgemeine Beschreibung aller Keller unter Keller 1. | BDA-Hist.: Q64692088 Status: Bescheid Stand der BDA-Liste: 2025-06-30 Name: Erdkeller GstNr.: 125, 126, 127 Kellergröppen Raab                                            |
| ja   | Datei hochladen | Erdkeller HERIS-ID: 46673 Objekt-ID: 48799                                                               | Keller 9 Standort KG: Raab              | Schatzlkeller mit einem 15,5 Meter tiefen Brunnen und acht bogenförmigen Ziegelgewölben. Hier befindet sich auch das Sandkellermuseum. Rechts vom Eingang steht eine Büste von Franz Stelzhamer. Allgemeine Beschreibung aller Keller unter Keller 1. | BDA-Hist.: Q64692089 Status: Bescheid Stand der BDA-Liste: 2025-06-30 Name: Erdkeller GstNr.: 140,142/2, 125, 148/4 Kellergröppen Raab                                    |
| ja   | Datei hochladen | Erdkeller HERIS-ID: 46674 Objekt-ID: 48800                                                               | Keller 10 Standort KG: Raab             | Allgemeine Beschreibung aller Keller unter Keller 1. | BDA-Hist.: Q64692090 Status: Bescheid Stand der BDA-Liste: 2025-06-30 Name: Erdkeller GstNr.: 350/1 Kellergröppen Raab                                                    |
| ja   | Datei hochladen | Erdkeller HERIS-ID: 60128 Objekt-ID: 72033                                                               | Keller 11 Standort KG: Raab             | Allgemeine Beschreibung aller Keller unter Keller 1. | BDA-Hist.: Q64692102 Status: Bescheid Stand der BDA-Liste: 2025-06-30 Name: Erdkeller GstNr.: 350/1, 146 Kellergröppen Raab                                               |
| ja   | Datei hochladen | Erdkeller HERIS-ID: 46676 Objekt-ID: 48802                                                               | Keller 12, 13 Standort KG: Raab         | Allgemeine Beschreibung aller Keller unter Keller 1. | BDA-Hist.: Q64692092 Status: Bescheid Stand der BDA-Liste: 2025-06-30 Name: Erdkeller GstNr.: 146 Kellergröppen Raab                                                      |
| ja   | Datei hochladen | Erdkeller HERIS-ID: 46675 Objekt-ID: 48801                                                               | Keller 14, 15 Standort KG: Raab         | Allgemeine Beschreibung aller Keller unter Keller 1. | BDA-Hist.: Q64692091 Status: Bescheid Stand der BDA-Liste: 2025-06-30 Name: Erdkeller GstNr.: 103/1 Kellergröppen Raab                                                    |
| ja   | Datei hochladen | Erdkeller HERIS-ID: 46677 Objekt-ID: 48803                                                               | Keller 16, 17 Standort KG: Raab         | Allgemeine Beschreibung aller Keller unter Keller 1. | BDA-Hist.: Q64692093 Status: Bescheid Stand der BDA-Liste: 2025-06-30 Name: Erdkeller GstNr.: 137/39 Kellergröppen Raab                                                   |
| ja   | Datei hochladen | Erdkeller HERIS-ID: 46678 Objekt-ID: 48804                                                               | Keller 18 Standort KG: Raab             | Allgemeine Beschreibung aller Keller unter Keller 1. | BDA-Hist.: Q64692094 Status: Bescheid Stand der BDA-Liste: 2025-06-30 Name: Erdkeller GstNr.: 103/2, 137/40 Kellergröppen Raab                                            |
| ja   | Datei hochladen | Erdkeller HERIS-ID: 46679 Objekt-ID: 48805                                                               | Keller 19 Standort KG: Raab             | Allgemeine Beschreibung aller Keller unter Keller 1. | BDA-Hist.: Q64692095 Status: Bescheid Stand der BDA-Liste: 2025-06-30 Name: Erdkeller GstNr.: 103/2, 128/2 Kellergröppen Raab                                             |
| ja   | Datei hochladen | Erdkeller HERIS-ID: 46680 Objekt-ID: 48806                                                               | Keller 20 Standort KG: Raab             | Hauerkeller. Bierlagerkeller der Schatzlbrauerei. Allgemeine Beschreibung aller Keller unter Keller 1. | BDA-Hist.: Q64692096 Status: Bescheid Stand der BDA-Liste: 2025-06-30 Name: Erdkeller GstNr.: 103/2, 128/1, 137/40, 128/2 Kellergröppen Raab                              |
| ja   | Datei hochladen | Erdkeller HERIS-ID: 46681 Objekt-ID: 48807                                                               | Keller 21 Standort KG: Raab             | Briglauerkeller. Ehemals Bierlagerkeller. Allgemeine Beschreibung aller Keller unter Keller 1. | BDA-Hist.: Q64692097 Status: Bescheid Stand der BDA-Liste: 2025-06-30 Name: Erdkeller GstNr.: 137/42, 128/2 Kellergröppen Raab                                            |
| ja   | Datei hochladen | Erdkeller HERIS-ID: 46682 Objekt-ID: 48808                                                               | Keller 22 Standort KG: Raab             | Gemeindekeller. Bierlagerkeller der Schatzlbrauerei. Allgemeine Beschreibung aller Keller unter Keller 1. | BDA-Hist.: Q64692098 Status: Bescheid Stand der BDA-Liste: 2025-06-30 Name: Erdkeller GstNr.: 137/43, 139, 137/42 Kellergröppen Raab                                      |
| ja   | Datei hochladen | Erdkeller HERIS-ID: 46683 Objekt-ID: 48809                                                               | Keller 23 Standort KG: Raab             | Allgemeine Beschreibung aller Keller unter Keller 1. | BDA-Hist.: Q64692099 Status: Bescheid Stand der BDA-Liste: 2025-06-30 Name: Erdkeller GstNr.: 135/2, 137/45, 135/3, 137/46 Kellergröppen Raab                             |
| ja   | Datei hochladen | Erdkeller HERIS-ID: 46684 Objekt-ID: 48810                                                               | Keller 24, 25 Standort KG: Raab         | Allgemeine Beschreibung aller Keller unter Keller 1. | BDA-Hist.: Q64692100 Status: Bescheid Stand der BDA-Liste: 2025-06-30 Name: Erdkeller GstNr.: 366/2, 135/4 Kellergröppen Raab                                             |
| ja   | Datei hochladen | Erdkeller HERIS-ID: 46685 Objekt-ID: 48811                                                               | Keller 26 Standort KG: Raab             | Allgemeine Beschreibung aller Keller unter Keller 1. | BDA-Hist.: Q64692101 Status: Bescheid Stand der BDA-Liste: 2025-06-30 Name: Erdkeller GstNr.: 364/1 Kellergröppen Raab                                                    |
| ja   | Datei hochladen | Marktgemeindeamt, Heimatarchiv, Bräustüberlmuseum und Landesmusikschule HERIS-ID: 73664 Objekt-ID: 86984 | Marktstraße 7 Standort KG: Raab         | Das ehemalige Stechl-Haus wurde urkundlich erstmals im Jahr 1609 erwähnt, 1877 wurde es durch eine Brauerfamilie erworben und als Wohnhaus und Bräustüberl genutzt. 1939 erfolgte der Ankauf durch die Gemeinde, die es seither als Gemeindeamt nutzt. In den gewölbten Kellerräumen ist ein brauereigeschichtliches Museum eingerichtet. Der zweigeschoßige Gebäudekomplex besteht aus dem ehemaligen Wohnhaus mit Schopfwalmdach sowie dem ehemaligen Wirtschaftstrakt mit Walmdach. Die historistischen Fassaden zeigen Neorenaissance- und Biedermeierformen. | BDA-Hist.: Q38133261 Status: § 2a Stand der BDA-Liste: 2025-06-30 Name: Marktgemeindeamt, Heimatarchiv, Bräustüberlmuseum und Landesmusikschule GstNr.: .171/1            |
| ja   | Datei hochladen | ehem. Pfarrhof, ehem. Maierhof HERIS-ID: 38387 Objekt-ID: 37940                                          | Moarhof 7 Standort KG: Raab             | Der Maierhof war seit der Inkorporierung der Pfarre Raab in das Stift Suben Sitz des Stiftspfarrers. Der Bau des heutigen Hofes erfolgte zwischen 1750 und 1754 durch den Pfarrvikar und späteren Propst des Stifs Ildefons Schalkhamer. Die spätbarocke, zweigeschoßige Anlage besteht aus einem repräsentativen Wohnhaus, einer ummauerten Gartenanlage an dessen Rückseite, einem angebauten Stalltrakt und einer zweigeschoßigen Wagenremise mit Rundbogentoren. In den 1950er Jahren wurde der Stalltrakt um einen Wohntraktvorbau ergänzt. Seit 1975 befindet sich das Gut im Privatbesitz. | BDA-Hist.: Q37980814 Status: Bescheid Stand der BDA-Liste: 2025-06-30 Name: ehem. Pfarrhof, ehem. Maierhof GstNr.: 857                                                    |
| ja   | Datei hochladen | Schloss Raab, ehem. Bezirksgericht HERIS-ID: 62471 Objekt-ID: 75024                                      | Schlossgasse 1 Standort KG: Raab        | Die Herren von Rurippe wurden im 12. Jahrhundert erstmals urkundlich erwähnt; das erhöht gelegene und von einem Wassergraben umgebene Wasserschloss wurde Mitte des 16. Jahrhunderts unter den Bischöfen von Chiemsee neu errichtet, wobei eventuell mittelalterliche Mauerreste verwendet wurden. Um 1770 erfolgte eine Restaurierung durch den Grafen Ferdinand Josef von Tattenbach. Der Umbau zum Gerichtsgebäude erfolgte um 1850. Nach der Auflösung des Gerichtsbezirks Raab im Jahr 2003 wurde das Gebäude in den Privatbesitz verkauft; 2004/05 erfolgte eine Renovierung. | BDA-Hist.: Q2243038 Status: Bescheid Stand der BDA-Liste: 2025-06-30 Name: Schloss Raab, ehem. Bezirksgericht GstNr.: .91 Schloss Raab                                    |
| ja   | Datei hochladen | Friedhof christlich mit Priestergrab HERIS-ID: 85704 Objekt-ID: 99920                                    | Schulstraße 9 Standort KG: Raab         | Der Friedhof in steiler Hanglage wurde 1830 angelegt; der südliche Eingangsbereich wurde 1972/73 gestaltet. Er verfügt über historistische, teils übergiebelte Wandgräber sowie eine kleine Gruftkapelle mit Spitztonnengewölbe. Die Gruftkapelle der Brauerfamilie Schatzl wurde Ende des 19. Jahrhunderts errichtet und verfügt über ein Spitzbogentor. | BDA-Hist.: Q38185698 Status: § 2a Stand der BDA-Liste: 2025-06-30 Name: Friedhof christlich mit Priestergrab GstNr.: 353                                                  |
| ja   | Datei hochladen | Benefiziatenhaus mit gedecktem Gang HERIS-ID: 84502 Objekt-ID: 98603                                     | Bründl 1 Standort KG: Riedlhof          | Der zweigeschoßige Bau mit Walmdach wurde um 1720 bis 1730 als Jagdhaus des Grafen Maximilian von Tattenbach erbaut; er ist mit der nördlich gelegenen Wallfahrtskirche durch einen hölzernen Gang verbunden. | BDA-Hist.: Q38183117 Status: § 2a Stand der BDA-Liste: 2025-06-30 Name: Benefiziatenhaus mit gedecktem Gang GstNr.: .40, 645 Benefiziatenhaus, Raab                       |
| ja   | Datei hochladen | Wallfahrtskirche Mariae Heimsuchung, Maria Bründl HERIS-ID: 38386 Objekt-ID: 37939                       | Bründl 1 Standort KG: Riedlhof          | Ursprung der Wallfahrt ist die Wunderheilung einer Magd an der hier gelegenen Quelle im Jahr 1645; 1683 erfolgte der Bau einer hölzernen Kapelle. Die Kirche wurde ab 1719 durch die Gemeinde Raab nach dem Vorbild der Tattenbachschen Schlosskapelle des Schlosses Eberschwang aus den Einnahmen der Heilquelle erbaut. Nach einer Intervention des Stifts Suben erfolgte der Ankauf durch den Grafen Maximilian von Rheinstein und Tattenbach. Die Weihe fand 1734 statt; Restaurierungen erfolgten 1966 bis 1978 sowie 1994 bis 1996. Der dreijochige barocke Saalbau mit einjochigem Chor und quadratischem Turm und Stichkappentonnengewölbe verfügt über Deckenbilder mit Marienmotiven von Andreas Strickner aus dem Jahr 1896, Glasfenster von Christian Faschian und eine barocke Einrichtung von 1734. Die Orgel aus dem Jahr 1910 stammt von Josef Steininger. | BDA-Hist.: Q37980799 Status: § 2a Stand der BDA-Liste: 2025-06-30 Name: Wallfahrtskirche Mariae Heimsuchung, Maria Bründl GstNr.: .38 Wallfahrtskirche Maria Bründl, Raab |
| ja   | Datei hochladen | Bründlkapelle HERIS-ID: 73583 Objekt-ID: 86888                                                           | bei Bründl 3 Standort KG: Riedlhof      | Der barocke Giebelbau mit halbkreisförmiger Apsis wurde zu Beginn des 18. Jahrhunderts erbaut und 1859 erneuert; eine Restaurierung erfolgte zwischen 1966 und 1978. Die namensgebende Heilquelle befindet sich an der Nordseite über einem Granittrog. | BDA-Hist.: Q38133046 Status: § 2a Stand der BDA-Liste: 2025-06-30 Name: Bründlkapelle GstNr.: 641/2                                                                       |